# Шуберт, Ганс
Ганс Шу́берт (нем. Hans Schuberth; 5 апреля 1897, Швабах — 2 сентября 1976, Мюнхен) — немецкий политик, член ХСС. Федеральный министр почты и связи ФРГ в 1949—1953 годах.

## Биография
Получив аттестат зрелости, Ганс Шуберт был призван солдатом в Первую мировую войну. После тяжёлого ранения, приведшего к ампутации ноги, Шуберт в 1915—1916 годах проходил практику на машиностроительном заводе в Дортмунде. С 1916 года изучал машиностроение в Мюнхенской высшей технической школе, в 1920 году получил диплом инженера-машиностроителя. Работал инженером на производстве в Deutsche Werke AG в Дахау и Мюнхене. В 1925—1926 годах получил второе образование на электротехника. В 1926 году поступил на службу в Имперскую почту. В 1931 году получил звание асессора, в 1933 году — советника. В 1934 году отказался вступать в НСДАП и был принудительно командирован в Центральное ведомство Имперской почты в Берлине, лишившись карьерных возможностей. С 1937 года работал в центральной дирекции Имперской почты в Ландсхуте, с 1943 года работал в Мюнхене.
После Второй мировой войны Ганс Шуберт вступил в ХСС и в 1945 году был назначен заместителем председателя главной почтовой дирекции в Мюнхене. В октябре 1945 года был назначен председателем почтовой дирекции в Регенсбурге, в 1947 году — в Мюнхене.
В 1953—1957 годах Шуберт являлся депутатом бундестага. В 1947 году Шуберта назначили статс-секретарём почты и связи в баварском министерстве транспорта. После выборов в бундестаг Шуберт был назначен федеральным министром почты и связи в правительстве Конрада Аденауэра 20 сентября 1949 года. После выборов в бундестаг 1953 года покинул правительство под предлогом установления конфессиональных пропорций в кабинете. Аденауэр стремился ослабить позиции ХСС в правительстве и назначил на должность министра почты и связи лютеранина Зигфрида Бальке. В 1953—1954 годах Шуберт занимал должность посла по особым поручениям в Ватикане.